# Solaro (Olaszország)
Solaro egy település Olaszországban, Lombardia régióban, Milánó megyében. Lakosainak száma 13 854 fő (2023. január 1.). Solaro Caronno Pertusella, Ceriano Laghetto, Cesate, Limbiate, Saronno és Bovisio-Masciago községekkel határos.

## Népesség
A település lakossága az elmúlt években az alábbi módon változott:
| Lakosok száma | 14 093 | 14 223 | 14 163 | 13 854 |
|               | 2013   | 2017   | 2018   | 2023   |